# Gustaf Gullman
Gustaf Enok Gullman, född 9 november 1897 i Karlstads stadsförsamling, Värmlands län, död 18 februari 1981 i Västerås Skerike församling, Västmanlands län, var en svensk musikdirektör.

## Biografi
Gullman, som var son till skräddarmästare Johan Gullman och Christina Karlsson, avlade organist- och kyrkosångarexamen i Visby 1921, musiklärarexamen vid Musikkonservatoriet i Stockholm 1930 och organistexamen där 1931. Han blev organist och körledare i Valhalla missionsförsamling i Stockholm 1923, vid missionskyrkan i Västerås 1931–1948, var förste dirigent i Västmanlands sångarförbund 1931–1948, blev tillförordnad domkyrkoorganist i Västerås domkyrkoförsamling 1948, biträdande organist där 1952 samt var organist och körledare i Västerås Skerike församling från 1962. Han komponerade kantater, solosånger och körverk.
Gullman gifte sig 1932 med Betty Gillia Lovisa Friberg (född 1903). De fick tillsammans barnen Marianne Elisabeth (född 1934) och Lars Otto Gustaf (född 1936).